# Шпухил
Шпухил (Xpuhil или Xpujil) са археологически разкопки на древен град на маите. Намират се в мексиканския щат Кампече, в близост до съвременен град носещ същото име (Шпухил). Областта около съвременния град Шпухил, през която минава главната мексиканска магистрала 186, изобилства от исторически паметници на културата останали от цивилизацията на маите, включително древните градове Бекан и Калакмул.
Името Xpuhil се превежда като „котешка опашка“ и идва от име на растение от местната флора.
Намерени са доказателства, че градът е бил населен около 400 пр.н.е. Най-големият си културен възход градът бележи през 500 и 750 г.сл. Хр., а запада през 1100 сл. Хр.
Древният град е преоткрит през 1930 г. и към днешна дата са открити 17 съоръжения построени предимно в архитектурен стил „Рио Бек“. Структура номер I представлява особен интерес за археолозите, тъй като тя не е построена в стил „Рио Бек“ – постройката е с три кули и необичайно разпределение на вътрешното пространство.